# Vladimir Petrović
Vladimir Petrović, em sérvio  Владимир Петровић (Belgrado, 1 de julho de 1955), é um ex-futebolista profissional e treinador sérvio, que atuava como meia. Ele é uma das estrelas do Estrela Vermelha.

## Carreira
Vladimir Petrović fez parte do elenco da Seleção Iugoslava de Futebol da Copa do Mundo de 1974 e 1982. 